# 陳世強
陳世強，JP（1955年—），生於香港，職業為律師，客家人，是2011年香港選舉委員會界別分組選舉基督教界別當選委員及香港國際全備福音商人團契總監。

## 法律業務
陳世強於1978年在英國修咸頓大學考獲法律學士。於1979年，陳世強完成律師考試後，回港後在孖士打律師行工作至1986年。他現在是廖何陳世強行合夥人，專長地產發展、商業及中國事務。他是中华人民共和国司法部委托公證人和香港律師會內地法律事務委員會委員。

## 社會服務
陳世強是香港有品運動的主席。「香港有品」乃是一個在學校、和機構透過課程及培訓推動品格文化教育的一個非牟利機構。 陳世強亦是快樂人慈善基金的主席。
陳世強是香港專業及資深行政人員協會的創會副會長。專資會會員來自專業界、企業界及學術界的領袖。
在2006年，陳世強以最高票數當選為基督教界別的選舉委員會委員，及後於2011年再度連任。
陳世強曾任中國深圳市和長春市政協委員，也是深圳市歸僑僑眷企業家聯合會副會長及深圳市僑界法律顧問。
為表揚陳世強在基督教、商業及社會之貢獻，美國芝加哥之奧利韋拿撒勒大學（Olivet Nazarene University）向他頒發了「榮譽文學博士學位」(D. Litt)。

## 傳媒業務
2003到2006年期間，陳世強曾任亞洲電視之星火飛騰節目主持人。他是基督教《國度復興報》的創辦人之一。陳世強也是《快樂人月刊》(Happymen Magazine)的出版人。

## 家庭背景
陳世強出身自新界荃灣三棟屋村，其父為陳流芳，JP，BBS，曾任兩屆荃灣區議會主席（1994年-1999年）。
陳世強在1981年結婚，育有3名女兒，和2名孫兒。

## 外部連結
- 與陳世強相關的基督教新聞[永久]，基督日報
- 60工程師聯署讚加快基建 （页面存档备份，存于），文匯報
- 創世非常談，基督教中文入門網站
- 親建制去屆選委再組連線陳世強直言：「想贏。」 （页面存档备份，存于），基督教時代論壇
- 陳世強律師見証 （页面存档备份，存于），真証傳播